# Naoko Kawakami
Naoko Kawakami (川上 直子 Kawakami Naoko?,  nacida en 1977 en Hyogo) es una exfutbolista japonesa que jugaba como centrocampista.
Kawakami jugó 48 veces para la selección femenina de fútbol de Japón entre 2001 y 2005. Kawakami fue elegida para integrar la selección nacional de Japón para los Copa Mundial Femenina de Fútbol de 2003 y Juegos Olímpicos de Verano de 2004.

## Trayectoria

### Clubes
| Club             | País  | Año         |
| ---------------- | ----- | ----------- |
| Tasaki Perule FC | Japón | 1990 - 2004 |
| Nippon TV Beleza | Japón | 2005 - 2006 |

### Selección nacional
| Selección | País  | Año         |
| --------- | ----- | ----------- |
| Absoluta  | Japón | 2001 - 2005 |

## Estadística de equipo nacional
| Selección femenina de fútbol de Japón | Selección femenina de fútbol de Japón | Selección femenina de fútbol de Japón |
| Año                                   | Partidos                              | Goles                                 |
| ------------------------------------- | ------------------------------------- | ------------------------------------- |
| 2001                                  | 10                                    | 0                                     |
| 2002                                  | 10                                    | 0                                     |
| 2003                                  | 14                                    | 0                                     |
| 2004                                  | 10                                    | 0                                     |
| 2005                                  | 4                                     | 0                                     |
| Total                                 | 48                                    | 0                                     |